# Chromadorita fennica
Chromadorita fennica är en rundmaskart. Chromadorita fennica ingår i släktet Chromadorita, och familjen Chromadoridae. Arten är reproducerande i Sverige.